# Piero Puricelli

Karta över tidiga italienska motorvägar från 1926.

Piero Puricelli, född 4 april 1883 i Milano, död 8 maj 1951 i Milano, var en italiensk ingenjör och senare politiker.
Piero Puricelli är mest känd för att ha lett projektet med att bygga Italiens första motorvägar. År 1924 öppnades motorvägar från Milano till Varese och Como. Han blev senare även politiker i Italien.
I Sverige blev han utnämnd till kommendör av första klassen av Nordstjärneorden.